# Tasquillo
Tasquillo es una localidad mexicana, cabecera del municipio de Tasquillo, en el estado de Hidalgo.

## Historia
No existen estudios serios de la fecha de su fundación, hay una fecha registrada denominada "el año del hambre" 1582, llamada así por los estragos que provocó a los pobladores de aquel entonces una fuerte sequía. Los fundadores son provenientes de la tribu Otomí, cuya lengua tiene el mismo nombre.

## Geografía
Se encuentra en la región geográfica del Valle del Mezquital. A la localidad le corresponden las coordenadas geográficas 20° 33’ 06.380” de latitud norte y 99° 18’ 45.202” de longitud oeste; con una altitud de 1631 m s. n. m. Tasquillo colinda al norte con la población denominada Candelaria, al este con Juchitlán, al sur con las poblaciones de Rinconada, Remedios y Danghú, al oeste con los poblados de San Isidro, Arbolado y Caltimacán.
En cuanto a fisiografía se encuentra en la provincia del Eje Neovolcánico, dentro de la subprovincia de Sierras y Llanuras de Querétaro e Hidalgo; su terreno es de lomerío. En lo que respecta a la hidrografía se encuentra posicionado en la región del Pánuco, dentro de la cuenca del río Moctezuma, y en la subcuenca del río Alfajayucan.
El clima es templado y registra una temperatura media anual de 18 °C y tiene una precipitación pluvial anual de 400 a 500 mm, con un periodo de lluvias de mayo a septiembre, es húmedo y frío en invierno, y húmedo y caluroso en verano y primavera. Cuenta con un clima semiseco semicálido.

## Demografía
En 2020 registró una población de 4030 personas, lo que corresponde al 23.11 % de la población municipal. De los cuales 1808 son hombres y 2222 son mujeres.
| Gráfica de evolución demográfica de Tasquillo entre 1900 y 2020                              |
|                                                                                              |
| Población de los censos y conteos del Instituto Nacional de Estadística y Geografía (INEGI). |

## Economía
Tasquillo en un pueblo agrícola dedicado a la producción de nuez, granada, algunas hortalizas como cebolla, chile, tomate, col, calabaza y cilantro, entre otros. Sus tierras son de riego, proviniendo el agua de un sistema del río Tula.